# Donkey Kong (videogioco 1994)
Donkey Kong (ドンキーコング?, Donkī Kongu) è un videogioco a piattaforme sviluppato da Nintendo nel 1994 per la console portatile Game Boy, il quale conteneva anche alcuni elementi di puzzle. Donkey Kong è vagamente basato sulla versione arcade dallo stesso nome e sul suo sequel, Donkey Kong Jr.. Il gioco è conosciuto anche col nome di Game Boy Donkey Kong (come si vede nello schermo del titolo) e anche Donkey Kong '94 (il titolo promozionale prima del rilascio) per differenziarlo dal gioco arcade del 1981. Come nella versione arcade e in quella per NES, il giocatore controlla Mario e deve salvare Pauline da Donkey Kong (i quali hanno una rappresentazione grafica migliorata rispetto a quella del 1981). Nel gioco compare anche Donkey Kong Jr. che ostacola i progressi di Mario. Questo è stato il primo titolo per Game Boy che presentasse dei miglioramenti quando veniva giocato sul Super Game Boy.

## Modalità di gioco

Finale di Donkey Kong

Donkey Kong comincia con i quattro livelli visti nell'originale, ma con una grafica migliorata e diverse meccaniche di gioco (per esempio, cadere da una certa altezza non è più istantaneamente fatale, e Mario può lasciare andare il martello prima che esso scompaia per saltare o arrampicarsi se necessario). Come nell'originale, lo scopo in questi livelli è salvare Pauline, che è in cima alla struttura. I modelli dei livelli seguono quelli dell'originale (Travi - Nastri trasportatori - Ascensori - Bulloni). Nella versione per NES, il livello dei nastri trasportatori fu tolto a causa dei limitati spazi del gioco.
Dopo aver completato questi quattro livelli iniziali, inizia l'usuale scena finale del gioco arcade, ma dopo le prime note del "tema della vittoria", Donkey Kong si riprende, afferra di nuovo Pauline e scappa con lei, inseguito da Mario. Al giocatore sono quindi presentati 97 livelli addizionali distribuiti in 9 mondi, per un totale di 101 livelli.
I livelli seguenti hanno delle meccaniche di gioco completamente diverse nelle quali il giocatore guida Mario attraverso ogni livello per trovare una chiave e portarla verso una porta chiusa da qualche parte nel livello. Ogni quattro livelli, il giocatore deve affrontare Donkey Kong e raggiungere Pauline, come nei livelli originali. Appena il quarto livello è completato, un piccolo filmato mostra un'abilità al giocatore che potrebbe essere utile nei livelli successivi, oppure un nuovo tipo di trappola. A questo punto, il giocatore potrà salvare i suoi progressi, compreso il tempo impiegato a finire ogni livello, il tempo totale o il numero di vite raggiunto. Ci sono nove mondi, nei quali il livello finale consiste nello sconfiggere Donkey Kong tirandogli dei barili precedentemente lanciati da lui. Sconfitto Donkey Kong, si passa al mondo successivo. Dopo essere stato sconfitto, lo scimmione diventa buono e segue suo figlio, Pauline e Mario nel regno dei funghi.
Ci sono anche dei bonus accessibili se nel livello si raccolgono tutti gli accessori di Pauline (un parasole, un cappello e una borsa). In questi bonus, il giocatore può ottenere vite extra giocando con una slot machine o con una roulette (il bonus ottenuto è casuale ogni volta).
Donkey Kong fu il primo gioco ad avere dei miglioramenti se veniva giocato con il Super Game Boy.
Se giocato col Super Game Boy (o su un qualsiasi modello successivo di Game Boy), Pauline grida "Help!" ("Aiuto!") con una voce digitalizzata. Inoltre, una versione differente della musica durante i crediti può essere sentita solo con il Super Game Boy.
La Big-City (Grande Città) in questo gioco riappare in Donkey Kong Land col nome di Big Ape City (Città della Grande Scimmia).
La musica che si sente quando il tempo sta per scadere sarebbe ritornata in Mario vs. Donkey Kong.

## Seguiti
Durante la sua uscita, Nelsonic ha pubblicato un gioco da polso a cristalli liquidi avente lo stesso tema.
Era pianificata una versione migliorata per il Game Boy Advance, col titolo di Donkey Kong Plus. In aggiunta alla grafica e agli sfondi migliorati, questo remake avrebbe avuto un level designer accessibile attraverso il Nintendo GameCube. Il gioco è ritornato ultimamente come Mario vs. Donkey Kong, un gioco totalmente nuovo con un gameplay simile. Esso ebbe un sequel, Mario vs. Donkey Kong 2: March of the Minis, che conteneva un level designer.